# Gino Bechi
Gino Bechi (* 16. Oktober 1913 in Florenz; † 2. Februar 1993 ebenda) war ein italienischer Opernsänger (Bariton) und Schauspieler.

## Leben
Bechi begann ein Studium am Istituto Industriale, wurde jedoch von Vito Frazzi als Sänger der Stimmlage Bariton entdeckt und in La traviata als Germont vorgestellt. Seine klare Stimme führte zu sofortiger Anerkennung und zu zahlreichen Engagements. Neben der Opernarbeit war Bechi auch der leichten Musik zugetan und veröffentlichte zahlreiche Lieder, die große Erfolge wurden. Auch die Filmindustrie wurde aufmerksam: Ab 1943 drehte Bechi regelmäßig gut ausgestattete und routiniert inszenierte Filme, die ihn in sympathischen und jovialen Rollen zeigten. Beispielhaft ist sein Debüt, die sentimentale Komödie mit viel Musik Fuga a due voci, bei der Carlo Ludovico Bragaglia Regie führte. Nach dem Krieg war Bechi u. a. als Alessandro Stradella in der dramatisierten Filmbiografie Amanti in fuga und der Komödie Signorinella zu sehen. In seinen Filmen gab er sowohl Arien wie Unterhaltungslieder zum Besten. Mit Beginn der 1950er Jahre konzentrierte er sich bis auf wenige Ausnahmen wieder auf die Bühne und auf Schallplattenaufnahmen.
Bei seiner Opernarbeit galt Bechi als führender Verdi-Interpret seiner Zeit. Nach seinem Debüt in Empoli war Bechi auch an einigen Uraufführungen beteiligt; so 1939 in Lodovico Roccas Monte Ivnor oder Don Juan de Manara von Franco Alfano. Zu seinem Repertoire gehörten neben Verdi auch Rossini und Richard Strauss. Anlässlich der Wiedereröffnung der Scala 1946 war Bechi in Nabucco zu hören. Bereits 1950, anlässlich seines ersten Englandbesuches nach dem Krieg, attestierten ihm Kritiker allerdings Defizite. Regelmäßig war er am Teatro dell’Opera di Roma (1938–1952) und der Mailänder Scala (1939–1953) zu hören. In den 1950er Jahren führten ihn Auftritte nach San Francisco, Chicago, Lissabon, Buenos Aires und Kairo. 1965 gab er seine aktive Laufbahn auf und unterrichtete Gesang in seiner Heimatstadt.

## Filmografie (Auswahl)
- 1943: Fuga a due voci
- 1946: Amanti in fuga
- 1966: La Traviata

## Diskografie
- Cavalleria rusticana, mit Lina Bruna Rasa, Beniamino Gigli, Dirigent Pietro Mascagni - EMI 1940
- Andrea Chénier, mit Beniamino Gigli, Maria Caniglia, Dirigent Oliviero De Fabritiis - EMI 1941
- Un ballo in maschera, mit Beniamino Gigli, Maria Caniglia, Dirigent Tullio Serafin - EMI 1943
- Aida, mit Maria Caniglia, Beniamino Gigli, Ebe Stignani, Dirigent Tullio Serafin - EMI 1946
- Carmen, mit Ebe Stignani, Beniamino Gigli, Rina Gigli, Dirigent Vincenzo Bellezza - EMI 1949
- Nabucco, mit Maria Callas, Luciano Neroni, Gino Sinimberghi, Dirigent Vittorio Gui - Liveaufnahme Neapel 1949 ed. Cetra/Melodram/Urania/GOP
- Otello, mit Ramón Vinay, Renata Tebaldi, Dirigent Gabriele Santini - Liveaufnahme Neapel 1952 ed. Bongiovanni
- Il barbiere di Siviglia, mit Cesare Valletti, Dora Gatta, Dirigent Victor De Sabata - Liveaufnahme La Scala 1952 ed. GOP/Memories/Urania
- Il barbiere di Siviglia, mit Victoria de los Angeles, Nicola Monti, Dirigent Tullio Serafin - HMV 1952
- La traviata, mit Anna Moffo, Franco Bonisolli, Dirigent Bruno Bartoletti - Eurodisc 1966